# Christian Carion
Christian Carion (Cambrai, 4 gennaio 1963) è un regista e sceneggiatore francese.

## Filmografia

### Regista e sceneggiatore
- Monsieur le député (1999) (cortometraggio)
- Una rondine fa primavera (2001)
- Joyeux Noël - Una verità dimenticata dalla storia (2005)
- L'affaire Farewell (2009)
- Accada quel che accada (2015)
- Mio figlio (Mon garçon) (2017)
- Mio figlio (My Son) (2021)